# Ekstraklasa w piłce nożnej
Ekstraklasa, PKO Bank Polski Ekstraklasa – najwyższa w hierarchii klasa męskich ligowych rozgrywek piłkarskich w Polsce, będąca jednocześnie najwyższym szczeblem centralnym (I poziom ligowy).
W latach 1927–1939 nosiła nazwę Liga, a w latach 1948–2008 I liga. W jej ramach zmagania toczą się cyklicznie (co sezon) systemem kołowym, jako mistrzostwa kraju i przeznaczone są dla 18 najlepszych polskich klubów piłkarskich. Triumfator Ekstraklasy zostaje jednocześnie mistrzem Polski, zaś najsłabsze drużyny relegowane są do I ligi polskiej (dawnej II ligi polskiej). Pierwotnie zarządzana przez Polski Związek Piłki Nożnej (w latach 1928–2005), następnie (od 18 listopada 2005) przez Ekstraklasę SA. Od 2002 do udziału w jej rozgrywkach zostają dopuszczone wyłącznie kluby mające status profesjonalny (tj. działające w formie sportowej spółki akcyjnej), które – po spełnieniu wszelkich niezbędnych kryteriów – otrzymały roczną licencję na występy na tym szczeblu. W 2005 roku na mocy ustawy o sporcie kwalifikowanym określono, że w skład lig zawodowych w grach zespołowych wchodzą wyłącznie kluby sportowe będące spółkami akcyjnymi, co de facto spowodowało usunięcie sportowej spółki akcyjnej z polskiego systemu prawnego. Mimo upływu czasu niektóre kluby nadal używają w nazwie dodatku Sportowa Spółka Akcyjna, na przykład Jagiellonia Białystok (KRS dane z 22 kwietnia 2022).
Mistrz Polski oraz wicemistrz uzyskują prawo udziału w eliminacjach do Ligi Mistrzów UEFA, zaś zdobywca trzeciego miejsca i czwartego w eliminacjach do Ligi Konferencji UEFA.

## Historia rozgrywek ligowych

### Utworzenie ligi
Na fali zmian sanacyjnych, zapoczątkowanych w Polsce wiosną 1926 przez przewrót majowy, spora część działaczy piłkarskich postanowiła całkowicie zmienić – obrany w 1919 przez Polski Związek Piłki Nożnej – system rozgrywek o mistrzostwo Polski (MP). Co prawda wcześniej podejmowano podobne próby (już bowiem w październiku 1921 Ignacy Rosenstock oficjalnie wysunął pierwszy, konkretny projekt ogólnopolskiej ligi państwowej „na wzór zachodni” w dwóch klasach rozgrywkowych), jednak z uwagi na niewielką siłę przebicia ich pomysłodawców i brak większego wsparcia ze strony klubów kończyły się one niepowodzeniem. Odnośnie do obowiązującego w latach 1920–1926 modelu pucharowego coraz powszechniej wnoszono zastrzeżenia, uznając go za przestarzały i zupełnie nieadekwatny do ówczesnego stopnia rozwoju rodzimego futbolu. Z całą pewnością doskonale sprawdził się on na samym początku formowania piłkarskich struktur w II Rzeczypospolitej – bezpośrednio przyczyniając się do sporego wzrostu popularności tej dyscypliny – jednak nie sprostał wymaganiom czasu. Przyszłość widziano jedynie we wprowadzeniu nowoczesnego systemu „każdy z każdym – mecz i rewanż” (zwanego ligowym), a także zwiększeniu liczby drużyn bezpośrednio walczących o tytuł mistrzowski, toteż 2 grudnia 1926 z inicjatywy lwowskich: Pogoni, Czarnych oraz Hasmonei doszło w Krakowie do konferencji porozumiewawczej przedstawicieli 12 „klubów-reformatorów” (ponadto wzięły w niej udział: Polonia, Legia i Warszawianka z Warszawy, ŁKS i Klub Turystów z Łodzi, Wisła Kraków, Warta Poznań, 1. FC Katowice i TKS Toruń). Z krajowej czołówki brakowało jedynie Cracovii oraz Ruchu Wielkie Hajduki, które odrzuciły zaproszenie. W trakcie spotkania ustalono wszystkie najpilniejsze kwestie i zaledwie dwa dni później, w tym samym gronie – podczas zebrania zorganizowanego w Warszawie w dniach 4 grudnia i 5 grudnia 1926 – utworzono nowy podmiot (pod roboczą nazwą Liga Polska), działający w ramach PZPN i zamierzający zorganizować pierwszą w historii kraju edycję ligi (dotychczasowym sposobem kalendarzowym, tj. „wiosna-jesień”). Posiedzeniu przewodniczył delegat Pogoni – Tadeusz Kuchar, a wiodące role odegrali działacze wojskowi (głównie warszawskiej Legii), bowiem to właśnie oni byli najbardziej zainteresowani przejęciem kontroli nad niemal wszystkimi dziedzinami życia ówczesnej Polski (a sport stanowił jedną z ważniejszych). Założycielami ekstraklasy byli następujący działacze: Stanisław Broniarz, Teofil Buchelt, Aleksander Dembiński, Jan Głażewski, Maksymilian Góra, Michał Hamburger, Heliodor Konopka, Tomasz Krzyski, Tadeusz Kuchar, Stanisław Luxenburg, Stanisław Mielech, Władysław Mirzyński, Tadeusz Piotrowski, Stanisław Rothert, Dawid Schargel, Zygmunt Skibicki, Aleksander Stencel, Marian Strumiłło oraz Roman Szczerbowski. 
6 stycznia 1927 Liga wybrała swe kierownictwo, jednak nie obsadzając jeszcze stanowiska prezesa. Zorganizowane w dniach 26-28 lutego 1927 w Krakowie 9. Walne Zgromadzenie PZPN jednoznacznie opowiedziało się przeciwko radykalnej zmianie systemu rozgrywkowego, proponując jedynie jego modyfikację. Jednocześnie uwidocznił się wyraźny podział na dwa obozy: „lwowsko-warszawski” (proligowy) i „krakowski” (konserwatywny).
Wskutek braku możliwości wypracowania jakiegokolwiek kompromisu 1 marca 1927 Liga wystąpiła ze struktur związku i rozpoczęła faktyczną działalność pod oficjalną nazwą Polska Liga Piłki Nożnej (PLPN) z gen. brygady Romanem Góreckim (ówczesny szef stołecznej Legii), jako nowo wybranym prezesem (pierwszą siedzibą było biuro stołecznej Polonii). Ostatecznie – w ciągu zaledwie kilku tygodni – przystąpiło do niej aż 57 klubów – w tym chorzowski Ruch, nie uczestniczący w jej tworzeniu (14 z nich utworzyło Ekstraklasę, zaś pozostałe zgrupowano w kilku ligach okręgowych). Nieugięta pozostawała jedynie Cracovia, której sternikiem pozostawał jednoczesny prezes centrali – Edward Cetnarowski, toteż na jej miejsce do PLPN dokooptowano Jutrzenkę Kraków. 13 marca 1927 Zarząd PZPN bezterminowo zdyskwalifikował wszystkich zawodników, działaczy i kluby, które przystąpiły do PLPN, a o całej sytuacji poinformował FIFA. Jednak już 22 maja 1927 związek ustanowił własną 16-drużynową Klasę Państwową, sankcjonując przy tym system ligowy, jednak wyłącznie pod własną kontrolą.
W międzyczasie – 3 kwietnia 1927 – odbyła się premierowa kolejka PLPN. Na inaugurację rozegrano 7 spotkań (w tym aż 5 derbowych). Od 2000 r.  za publikacją Wydawnictwa GiA "Liga polska" (tom 25 serii Encyklopedia piłkarska Fuji") przyjęto, że pierwszy mecz rozpoczął się w Łodzi o godz. 15.00 – przy ul. Wodnej. Było to spotkanie Klub Turystów Łódź – ŁKS Łódź 0:2 (0:2). W czasie trwania tego meczu (według wydawnictwa GiA) uzyskano pierwszego ligowego gola w Polsce (zdobył go Jan Durka w 35 minucie pojedynku). Analiza prasowa wykazała jednak, że również o 15:00 rozpoczął się mecz w Toruniu, w którym TKS pokonał Polonię Warszawa 4:3 (4:0). Już w 6 minucie tego pojedynku gola zdobył Paweł Gumowski. Informacja na ten temat została po raz pierwszy opublikowana w 2013 r. w książce Jarosława Owsiańskiego i Tomasza Siwińskiego "Historia futbolu wielkopolskiego". Zaprzeczyło to twierdzeniu, jakoby pierwszego gola w ekstraklasie zdobył Durka. Redakcja GiA zrewidowała swoje stanowisko i w 2016 r. zaakceptowała zmienioną wersję tego zdarzenia. Nie ulega natomiast wątpliwości, że pierwszym liderem zostali piłkarze z Katowic, po zwycięstwie z Ruchem 7:0. Z powodu gry nieuprawnionych zawodników w obydwu zespołach derby Lwowa musiano powtórzyć.
20 lipca 1927 zorganizowano spotkanie, podczas którego delegatom PLPN i PZPN udało się wypracować kompromis, zaś 30 października 1927 porozumienie stało się faktem (podpisano je natomiast 29 grudnia 1927). 18 grudnia 1927 odbyło się w Krakowie 11. Nadzwyczajne Walne Zgromadzenie PZPN, podczas którego doszło do symbolicznego końca „starej epoki” w polskim futbolu, poprzez podjęcie decyzji o przeniesieniu siedziby związku do Warszawy (zwycięstwo działaczy wojskowych, którzy praktycznie od tego momentu przejęli kontrolę nad całym rodzimym futbolem) oraz przystąpieniu Cracovii do PLPN. Kolejne Walne Zgromadzenie PZPN zorganizowano więc już w stolicy 15 stycznia 1928 i to podczas jego trwania PLPN stała się jednym z 11 autonomicznych członków PZPN (obok 10 okręgowych związków piłki nożnej).
11 września 1927 w Krakowie Wisła rozgromiła TKS 15:0 (7:0), co do dzisiaj pozostaje rekordowym rozmiarem zwycięstwa rodzimej Ekstraklasy. Zresztą cały sezon stał pod znakiem rywalizacji Białej Gwiazdy z katowickim 1. FC finansowanym przez mniejszość niemiecką na Górnym Śląsku. Na finiszu lepsi okazali się krakowianie, którzy w dodatku dwukrotnie ograli najgroźniejszego rywala – 3:0 (1:0) „u siebie” i 2:0 (0:0) „na wyjeździe”. Formalnie sezon zakończył się 13 listopada 1927, jednak w wyniku licznych odwołań ostateczna weryfikacja gier i tabeli nastąpiła dopiero 7 kwietnia 1928, a więc już w trakcie trwania nowego sezonu. Liga liczyła wówczas 15 zespołów, bowiem dołączono do niej Cracovię, co przy niezmienionych zasadach awansu sprawiło, że w edycji 1929 ponownie wystąpiła w niej nieparzysta liczba drużyn. W trzech pierwszych sezonach rozgrywek z ekstraklasy spadły trzy drużyny mniejszości narodowych: żydowskie Jutrzenka Kraków i Hasmonea Lwów oraz niemiecki 1.FC Katowice, a na takie rozstrzygnięcia pewien wpływ miały, niekorzystne dla tych klubów, decyzje sędziów. Aż do 1939 roku żaden inny klub mniejszości narodowej nie awansował do Ligi.

### Lata 30.
Następne trzy sezony (1930–1932) przyniosły stabilizację systemu rozgrywek, w których występowało 12 ekip – jedna spadała i jedna uzyskiwała promocję. Pierwszą poważną reformę wprowadzono w edycji 1933. 16 stycznia 1933 walne zebranie LPN zatwierdziło projekt podziału Ekstraklasy na dwie równorzędne 6-zespołowe grupy, z których po trzy czołowe miały w II etapie walczyć w grupie mistrzowskiej o tytuł najlepszej w kraju, a pozostałe o utrzymanie na najwyższym szczeblu (tj. miejsca 7-12). Obowiązywał on jednak zaledwie przez rok. W sezonie 1935 po raz kolejny pomniejszono ligę do nieparzystej liczby drużyn (11), a rok później do 10, przy obowiązującej zasadzie spadku i awansu dwóch klubów. Systemem tym grano już niezmiennie do wybuchu II wojny światowej. Hegemonem polskiej ligi lat 30. okazał się chorzowski Ruch, który triumfował w niej cztery razy z rzędu. Wcześniej swe pierwsze tytuły MP zdobyły Warta Poznań i Garbarnia Kraków. W edycji 1937 po raz pierwszy dwie czołowe lokaty zajęli beniaminkowie (Cracovia i AKS Chorzów), czego nie powtórzono już nigdy później. Ostatnią przedwojenną pełną rywalizację (zakończoną elekcją mistrza) przeprowadzono w 1938, bowiem sezonu 1939 – na skutek wybuchu II wojny światowej – nie dokończono (w chwili przerwania rozgrywek w lidze prowadził Ruch Chorzów).

### Lata powojenne
Po zakończeniu działań wojennych i stopniowym odbudowaniu życia piłkarskiego „nad Wisłą”, w czerwcu 1945 rozpoczęto żmudny proces reaktywowania Ekstraklasy (nadano jej wówczas nazwę Liga Państwowa). Wstępny projekt przedstawiono do akceptacji 29 czerwca 1945, ale został on odrzucony przez 26. Walne Zgromadzenie PZPN.
1 lipca 1946 związek rozpisał referendum na temat systemu rozgrywek o MP, jednak już 26 lipca 1946 gazeta „Sport” przypomniała, że LPN istnieje nadal – nikt jej bowiem do tej pory nie rozwiązał – a na czas wojny jedynie zawiesiła swą działalność. Toteż 10 sierpnia 1946 podczas zebrania w Krakowie (z inicjatywy i w siedzibie Cracovii) reaktywowano ją pod nazwą Liga PZPN. W spotkaniu uczestniczyli delegaci 14 klubów – 9 przedwojennych ligowców (Cracovii, Wisły Kraków, Garbarni Kraków, Legii Warszawa, Polonii Warszawa, ŁKS Łódź, Warty Poznań, Ruchu i AKS Chorzów), Polonii Bytom (jako spadkobiercy zlikwidowanej Pogoni Lwów), a także 4 „obserwatorów” (Widzewa Łódź, Lecha Poznań, Zagłębia Sosnowiec i Rymera Niedobczyce) – którzy obowiązki prezesa powierzyli Tadeuszowi Dręgiewiczowi. Postanowiono na siedzibę Ligi obrać Kraków i ustanowić dwie 12-zespołowe klasy rozgrywkowe: I i II ligę. Jednak już 18 sierpnia 1946 28. Nadzwyczajne Walne Zgromadzenie PZPN całkowicie zanegowało funkcjonowanie Ligi, nie wpuszczając na salę obrad jej działaczy oraz protokołując, że dla centrali ona nie istnieje. A wszystko w obawie, iż uruchomienie ligowej karuzeli z pewnością pociągnie za sobą konieczność wprowadzenia zawodowstwa, na które politycy tzw. Polski Ludowej nie chcieli pozwolić. Tak więc mistrza kraju z 1946 wyłoniono modelem nieligowym według koncepcji Stanisława Mielecha.
Dopiero październikowo-listopadowa seria artykułów w prasie sugerująca, iż „powstanie zawodowej ligi oczyściłoby atmosferę w światku piłkarskim”, doprowadziła do wznowienia dyskusji na ten temat. Toteż 25 listopada 1946 Zarząd PZPN rozważał dwa projekty ligowe. Pierwszy (autorstwa Andrzeja Przeworskiego), zakładał zorganizowanie MP 1947 sposobem mieszanym (pucharowo-ligowym), których wyniki byłyby jednocześnie podstawą kwalifikacji do planowanej ligi w edycji 1948. Drugi – przedstawiony przez Heliodora Konopkę – proponował utworzenie ligi już w sezonie 1947, a o jej składzie zadecydowałby sam związek według własnego uznania. Podczas obradującego w Warszawie w dniach 14 grudnia i 15 grudnia 1946 29. Nadzwyczajnego Walnego Zgromadzenia PZPN najpierw aż 170 delegatów opowiedziało się za reaktywowaniem ligi (wobec 45 głosów przeciwnych i 4 wstrzymujących się), zaś później obydwie koncepcje poddano pod głosowanie. Bezapelacyjnie zwyciężył projekt Andrzeja Przeworskiego, który poparło 182 działaczy (konkurencyjny uzyskał jedynie 37 głosów), dlatego 22 lutego 1947 podczas 30. Walnego Zgromadzenia PZPN (zorganizowanego wyjątkowo w Łodzi – pierwszy i jedyny raz) uchwalono założenie Klasy Państwowej, mającej wystartować systemem „wiosna-jesień” od sezonu 1948.
14 lutego 1948 30. Walne Zgromadzenie PZPN ostatecznie zatwierdziło 14 klubów, które 14 marca 1948 rozegrały 7 meczów inauguracyjnej kolejki. Pierwszego, po ponad 8-letniej przerwie, ligowego gola uzyskał w spotkaniu Warta Poznań – Cracovia gracz przyjezdnych Stanisław Różankowski, zaś pierwszym liderem została krakowska Wisła (6:0 u siebie z Polonią Warszawa). W końcowej tabeli z identyczną liczbą punktów prowadziły Cracovia i Wisła Kraków, więc o mistrzostwie zdecydował jednomeczowy baraż na neutralnym boisku (stadionie Garbarni Kraków), w którym „Pasy” pokonały odwiecznego rywala 3:1 i to one sięgnęły po tytuł.
Ligową edycję 1951 wygrała Wisła Kraków, ale tytuł mistrza Polski przyznawano wtedy zdobywcy Pucharu Polski, którym był Ruch Chorzów. W 1952 kluby rywalizowały w dwóch równorzędnych grupach I i II, ich mistrzowie spotkali się w barażach o mistrzostwo. Do 1961 w I lidze grano według cyklu wiosna-jesień. By przejść na cykl jesień-wiosna w 1962 przeprowadzono skrócone, tzw. przejściowe rozgrywki. Drużyny rywalizowały w dwóch równorzędnych grupach I i II. O 1. miejscu (oraz 3, 5, 7, 9, 11 i 13) zdecydowały dodatkowe mecze między zespołami zajmującymi te same miejsca w obu grupach. Także w sezonie 2001/2002 rozgrywki zorganizowano w grupach – na jesieni w dwóch równorzędnych A i B, a na wiosnę w grupach mistrzowskiej (walczącej o miejsca 1-8) i spadkowej (walczącej o miejsca 9-16).

### Idea Ekstraklasa
Na przełomie tysiącleci PZPN rozpoczął działania mające na celu pozyskanie dla ligi tytularnego sponsora. Pierwsze zaawansowane rozmowy prowadzone były z jednym z polskich banków (oficjalnie jego nazwy nigdy nie ujawniono), jednak 18 listopada 2002 negocjacje zakończyły się ostatecznym fiaskiem.
Latem 2004 ogłoszono przetarg w sprawie wykupienia praw do nazwy polskiej ekstraklasy. Przystąpili do niego dwaj oferenci z branży telefonii komórkowej: Polska Telefonia Cyfrowa sp. z o.o. (operator sieci Era) i Polska Telefonia Komórkowa „Centertel” Sp. z o.o. (operator sieci Idea). 14 października 2004 komisja przetargowa jednogłośnie uznała ofertę drugiego z nich za korzystniejszą (o 17 procent wyższą od konkurenta), dokonując tym samym wyboru oferenta. 15 października 2004 decyzję komisji przetargowej oficjalnie zatwierdziło Prezydium Zarządu PZPN, przyznając tym samym PTK „Centertel” sp. z o.o. miano głównego i tytularnego sponsora polskiej ekstraklasy piłkarskiej od 1 stycznia 2005 (choć datę podpisania umowy wyznaczono na 1 lutego 2005, a faktycznie miało do tego dojść na początku rundy wiosennej sezonu 2004/2005). Umowa sponsoringowa zawarta została na 3,5 sezonu (do czerwca 2008) i opiewała na kwotę 31,6 mln zł. Pierwotnie planowano, by nowa nazwa I ligi od razu przybrała docelową formę – Orange Ekstraklasa (od nazwy sieci telefonii komórkowej, mającej 19 września 2005 zastąpić markę Idea), jednak po wielu dyskusjach zdecydowano się na ówczesną nazwę sieci – Idea Ekstraklasa (IE).
9 marca 2005 uroczyście zaprezentowano logo IE oraz obraną strategię marketingową, zaś 11 marca 2005 na Stadionie Wojska Polskiego meczem Legia Warszawa – Pogoń Szczecin (3:0) liga pod tą nazwą rozpoczęła faktycznie swe rozgrywki (pierwszego z nich gola zdobył Marek Saganowski w 48 minucie).

### Orange Ekstraklasa
16 września 2005 – na skutek rebrandingu głównego sponsora polskiej I ligi – zmieniono nazwę rozgrywek na docelową – Orange Ekstraklasa (OE). W międzyczasie (12 sierpnia 2005) Ekstraklasa SA podpisała z PZPN umowę o zarządzaniu IE (dzień formalnego przejęcia piłkarskiej ligi zawodowej), zaś na jej mocy od 18 listopada 2005 (14 kolejki sezonu 2005/2006) faktycznie wykonuje te obowiązki (pierwszym spotkaniem był mecz Legia Warszawa – Górnik Zabrze 3:2).
13 lipca 2006 – na wniosek Prezesa Zarządu Ekstraklasy S.A. – Prezydium Zarządu PZPN zatwierdziło nowy regulamin rozgrywek sezonu 2006/2007, obejmujący swym zakresem jedynie rozgrywki OE (poprzednie przepisy dotyczyły zarówno I, jak i II ligi). Nowelizacja ta miała na celu uzyskanie większej niezależności zawodowej ligi od PZPN. Według nowych przepisów całością spraw związanych z rozgrywkami OE zajmować się będą jedynie wydzielone organy Ekstraklasy S.A., tj. Departament Logistyki Rozgrywek i Komisja Ligi.
Inauguracyjną kolejkę spotkań sezonu 2006/2007 rozegrano w dniach 28-30 lipca 2006. Tym samym ten sezon przeszedł do historii polskiej piłki nożnej jako ten, w którym rozgrywki – od początku do końca – po raz pierwszy prowadził inny podmiot niż PZPN.
Mimo to część zadań nadal pozostaje w gestii dawnego zarządcy ligi (PZPN). Należą do nich: proces licencyjny, sprawy sędziowskie, sprawy międzynarodowe (m.in. zgłaszanie klubów do europejskich pucharów), kwestie bezpieczeństwa na stadionach oraz sprawy dyscyplinarne w instancji odwoławczej. Dodatkowo – w zamian za przekazanie rozgrywek OE – przez 3 lata (od sezonu 2006/2007 do sezonu 2008/2009) PZPN otrzymał od Ekstraklasy S.A. 7,2% udziałów w zyskach oraz corocznie 1 mln złotych (m.in. na zarządzanie rozgrywkami niższych klas).

### Reforma 2008/2009
7 stycznia 2007 obradujące w Warszawie walne zgromadzenie sprawozdawczo-statutowe PZPN podjęło decyzję o reformie centralnych szczebli męskich rozgrywek ligowych, począwszy od sezonu 2008/2009. Na mocy zawartych porozumień zmianom uległy zarówno struktura, jak i terminologia poszczególnych klas rozgrywkowych – w tym tej najwyższej – która z I ligi została oficjalnie przemianowana na Ekstraklasę.

### T-Mobile Ekstraklasa
Dnia 21 lipca 2011 ogłoszono, że sponsorem tytularnym Ekstraklasy został T-Mobile, umowę podpisano na 2 lata. 24 maja 2013 roku Ekstraklasa przedłużyła współpracę z T-Mobile o kolejne 2 lata.

### Reforma 2013/2014
5 kwietnia 2013 Rada Nadzorcza Ekstraklasy SA przegłosowała nową formułę rozgrywek. Po rozegraniu 30. kolejek fazy zasadniczej zespoły zostaną podzielone na dwie równe grupy, a ich wyniki punktowe podzielone przez 2. Jeśli drużyna zdobędzie nieparzystą liczbę punktów wynik zostanie zaokrąglony do góry. Zespoły z miejsc 1-4 oraz 9-12 rozegrają cztery mecze u siebie, a trzy na wyjeździe, zaś zespoły z miejsc 5-8 i 13-16 odwrotnie.

### Lotto Ekstraklasa
W dniu 15 lipca 2016 Ekstraklasa SA oraz Totalizator Sportowy podpisały roczny kontrakt, który gwarantuje prawo do używania połączonej nazwy rozgrywek oraz znaku graficznego Ekstraklasy. Odtąd nazwa rozgrywek brzmiała Lotto Ekstraklasa, zaś Totalizator Sportowy stał się partnerem tytularnym ligi. Nowy logotyp rozgrywek pojawił się m.in. na: koszulkach wszystkich piłkarzy, bandzie centralnej wszystkich szesnastu stadionów, bandach elektronicznych, a także na ściankach do wywiadów. Logo rozgrywek Lotto Ekstraklasy było także prezentowane podczas transmisji telewizyjnych z meczów w trakcie całego sezonu, w różnych wersjach ekspozycji. Dodatkowo znalazło się ono we wszystkich pozostałych produkcjach telewizyjnych, w komunikacji w mediach społecznościowych Ekstraklasy oraz wszelkich kanałach komunikacji prowadzonych przez kluby.
Od 7 lipca 2017 używa się w Ekstraklasie systemu powtórek VAR.

### Reforma 2017/2018
Wraz z początkiem tego sezonu zlikwidowano podział punktów przez 2 po zakończeniu rundy zasadniczej. Zespoły nadal jednak są dzielone na dwie grupy po 8 zespołów (grupy mistrzowska i spadkowa).

### PKO BP Ekstraklasa
W dniu 1 lipca 2019 Ekstraklasa SA oraz PKO Bank Polski podpisały roczny kontrakt, który gwarantuje prawo do używania połączonej nazwy rozgrywek oraz znaku graficznego Ekstraklasy. Odtąd nazwa rozgrywek brzmiała PKO BP Ekstraklasa.
W związku z pandemią COVID-19 rozgrywki ligowe od 20 marca 2020 roku zostały zawieszone. Wznowienie rozgrywek nastąpiło 29 maja 2020. Z powodu pandemii COVID-19 wszystkie 32 spotkania od 27 do 30 kolejki zostały rozegrane bez udziału publiczności. Na wszystkich 56 meczach rundy finałowej maksymalna liczba widzów na trybunach stadionu mogła wynosić 25 procent ogólnej liczby miejsc siedzących przeznaczonych dla publiczności.
Podczas sezonu 2020/2021 z powodu napiętego kalendarza piłkarskiego, wywołanego pandemią COVID-19, po siedmiu latach zrezygnowano z formatu ESA-37 (podział rozgrywek po rundzie zasadniczej na dwie grupy, grające odpowiednio o mistrzostwo i utrzymanie) i przywrócono na jeden sezon obowiązujący wcześniej kształt rozgrywek z 30 kolejkami po osiem meczów każda (razem 240 spotkań).
Po zakończeniu sezonu 2020/2021 do I ligi spadł tylko jeden zespół, gdyż Ekstraklasa została powiększona z 16 do 18 drużyn. Bez zmian pozostały zasady awansu z I ligi – pierwsze dwie drużyny bezpośrednio, zaś trzecią wyłoniły baraże między zespołami z miejsc 3–6.
Rozgrywki PKO BP Ekstraklasy w sezonie 2021/2022 trwały od 23 lipca do 21 maja. Spadły z niej 3 zespoły, a w ich miejsce awansowały dwie najlepsze drużyny 1. ligi oraz zwycięzca baraży. 
Po zakończeniu sezonu 2022/2023 do I ligi spadły trzy zespoły, a w ich miejsce awansowały dwie najlepsze drużyny 1. ligi oraz zwycięzca baraży. Najlepsza drużyna uzyskała prawo gry w eliminacjach do Ligi Mistrzów. Wicemistrz oraz 3. zespół w tabeli zagrały w kwalifikacjach do Ligi Konferencji Europy, a ostatnie czwarte miejsce w eliminacjach europejskich pucharów przypadło zwycięzcy Pucharu Polski.
W sezonie 2023/2024 mistrzem Polski została Jagiellonia Białystok. Wicemistrzostwo zdobył Śląsk Wrocław, a ostatnie miejsce na podium Legia Warszawa. Z Ekstraklasą pożegnały się ŁKS Łódź, Ruch Chorzów i Warta Poznań. Najlepsza drużyna sezonu uzyskała prawo gry w eliminacjach do Ligi Mistrzów. Druga oraz trzecia drużyna zapewniła sobie prawo gry w eliminacjach do Ligi Konferencji. Ostatnią drużyną, która zapewniła sobie prawo gry w eliminacjach do Ligi Europy, jest Wisła Kraków, która w finale Fortuna Pucharu Polski pokonała po dogrywce 2:1 Pogoń Szczecin.
Rozgrywki PKO BP Ekstraklasy w sezonie 2024/2025 trwały od 19 lipca 2024 roku do 25 maja 2025 roku. Najlepsza drużyna uzyskała prawo gry w eliminacjach do Ligi Mistrzów. Wicemistrz oraz 3. zespół uzyskali w kwalifikacjach do Ligi Konferencji. Zwycięzca Pucharu Polski uzyskał prawo eliminacji do Ligi Europy.
Rozgrywki PKO BP Ekstraklasy w sezonie 2025/2026 potrwają od 18 lipca 2025 roku do 23 maja 2026 roku. Najlepsza drużyna i wicemistrz Polski uzyskają prawo gry w eliminacjach do Ligi Mistrzów. 3. oraz 4. zespół zagra w kwalifikacjach do Ligi Konferencji. Zwycięzca Pucharu Polski uzyska prawo eliminacji do Ligi Europy.
W dniu 4 grudnia 2026 ekstraklasa obchodzić będzie stulecie istnienia, a 3 kwietnia 2027 stulecie rozgrywek piłkarskich. 

## System rozgrywek
W obecnym formacie rozgrywki składają się z trzydziestu czterech kolejek spotkań rozgrywanych pomiędzy drużynami systemem kołowym. Każda para drużyn rozgrywa ze sobą dwa mecze – jeden w roli gospodarza, drugi jako goście. Od sezonu 2021/22 w lidze występuje 18 zespołów. W przeszłości liczba ta wynosiła od 10 do 16. Drużyna zwycięska za wygrany mecz otrzymuje 3 punkty (do sezonu 1994/95 2 punkty), 1 za remis oraz 0 za porażkę.
Zajęcie pierwszego miejsca po ostatniej kolejce spotkań oznacza zdobycie tytułu Mistrzów Polski w piłce nożnej. Drużyna może zapewnić sobie tytuł Mistrza Polski w piłce nożnej wcześniej, uzyskując taką przewagę nad pozostałymi drużynami w tabeli Ekstraklasy, że nie mają one możliwości uzyskania wystarczającej liczby punktów, aby go wyprzedzić, nawet w sytuacji gdyby nowy Mistrz Polski nie zdobył punktów do ostatniej kolejki sezonu Ekstraklasy. Mistrz Polski kwalifikuje się do eliminacji Ligi Mistrzów UEFA. Druga oraz trzecia drużyna zdobywają możliwość gry w Lidze Konferencji UEFA. Zwycięzca Pucharu Polski startuje z kolei w eliminacjach do Ligi Europy UEFA lub, w przypadku, w którym zdobywca krajowego pucharu zostanie mistrzem kraju – możliwość gry w Lidze Europy otrzymuje druga drużyna w tabeli, natomiast czwarta drużyna klasyfikacji końcowej uzyskuje prawo do gry w eliminacjach do Ligi Konferencji. W sezonie 2020/2021 zajęcie ostatniego miejsca wiązało się ze spadkiem drużyny do I ligi. Od sezonu 2021/2022 3 ostatnie zespoły spadają z najwyższej klasy rozgrywkowej.
W przypadku zdobycia tej samej liczby punktów klasyfikacja końcowa ustalana jest na podstawie wyniku dwumeczu między drużynami, w następnej kolejności (w przypadku remisu) na podstawie różnicy bramek w pojedynku bezpośrednim, następnie na podstawie ogólnego bilansu bramkowego osiągniętego w sezonie, większej liczby bramek zdobytych oraz w ostateczności za pomocą losowania.

## Skład ligi wsezonie 2025/2026
| Uczestnicy poprzedniej edycji | Uczestnicy poprzedniej edycji | Uczestnicy poprzedniej edycji | Uczestnicy poprzedniej edycji |
| --- | ----------------------------- | ----------------------------- | ----------------------------- |
| LPO | Lech Poznań                   | Poznań                        | 1                             |
| RAK | Raków Częstochowa             | Częstochowa                   | 2                             |
| JAG | Jagiellonia Białystok         | Białystok                     | 3                             |
| POG | Pogoń Szczecin                | Szczecin                      | 4                             |
| LEG | Legia Warszawa                | Warszawa                      | 5                             |
| CRA | Cracovia                      | Kraków                        | 6                             |
| MOT | Motor Lublin                  | Lublin                        | 7                             |
| KAT | GKS Katowice                  | Katowice                      | 8                             |
| GZA | Górnik Zabrze                 | Zabrze                        | 9                             |
| PIA | Piast Gliwice                 | Gliwice                       | 10                            |
| KOR | Korona Kielce                 | Kielce                        | 11                            |
| RAD | Radomiak Radom                | Radom                         | 12                            |
| WID | Widzew Łódź                   | Łódź                          | 13                            |
| LGD | Lechia Gdańsk                 | Gdańsk                        | 14                            |
| ZLU | Zagłębie Lubin                | Lubin                         | 15                            |
| Spadek z Ekstraklasy 2024/2025 |                               |                               |                               |
| SMI | Stal Mielec                   | Mielec                        | 16                            |
| ŚLĄ | Śląsk Wrocław                 | Wrocław                       | 17                            |
| PNI | Puszcza Niepołomice           | Niepołomice                   | 18                            |
| Awans z I ligi 2024/2025 |                               |                               |                               |
| ARK | Arka Gdynia                   | Gdynia                        | 1                             |
| BBT | Bruk-Bet Termalica Nieciecza  | Nieciecza                     | 2                             |
| po barażach |                               |                               |                               |
| WPŁ | Wisła Płock                   | Płock                         | 3                             |
| Oznaczenia: - kolumna pierwsza – skróty nazw drużyn, - kolumna trzecia – siedziba klubu, - kolumna czwarta – miejsce zajęte w poprzednim sezonie. |                               |                               |                               |

## Triumfatorzy polskiej I klasy rozgrywkowej
(Uwaga! lista nie jest równoznaczna z listą Mistrzów Polski)
- 1927 – Wisła Kraków
- 1928 – Wisła Kraków
- 1929 – Warta Poznań
- 1930 – Cracovia
- 1931 – Garbarnia Kraków
- 1932 – Cracovia
- 1933 – Ruch Chorzów
- 1934 – Ruch Chorzów
- 1935 – Ruch Chorzów
- 1936 – Ruch Chorzów
- 1937 – Cracovia
- 1938 – Ruch Chorzów
- 1939 – rozgrywki niedokończone
- 1948 – Cracovia
- 1949 – Wisła Kraków
- 1950 – Wisła Kraków
- 1951 – Wisła Kraków
- 1952 – Ruch Chorzów
- 1953 – Ruch Chorzów
- 1954 – Polonia Bytom
- 1955 – Legia Warszawa
- 1956 – Legia Warszawa
- 1957 – Górnik Zabrze
- 1958 – ŁKS Łódź
- 1959 – Górnik Zabrze
- 1960 – Ruch Chorzów
- 1961 – Górnik Zabrze
- 1962 – Polonia Bytom
- 1963 – Górnik Zabrze
- 1964 – Górnik Zabrze
- 1965 – Górnik Zabrze
- 1966 – Górnik Zabrze
- 1967 – Górnik Zabrze
- 1968 – Ruch Chorzów
- 1969 – Legia Warszawa
- 1970 – Legia Warszawa
- 1971 – Górnik Zabrze
- 1972 – Górnik Zabrze
- 1973 – Stal Mielec
- 1974 – Ruch Chorzów
- 1975 – Ruch Chorzów
- 1976 – Stal Mielec
- 1977 – Śląsk Wrocław
- 1978 – Wisła Kraków
- 1979 – Ruch Chorzów
- 1980 – Szombierki Bytom
- 1981 – Widzew Łódź
- 1982 – Widzew Łódź
- 1983 – Lech Poznań
- 1984 – Lech Poznań
- 1985 – Górnik Zabrze
- 1986 – Górnik Zabrze
- 1987 – Górnik Zabrze
- 1988 – Górnik Zabrze
- 1989 – Ruch Chorzów
- 1990 – Lech Poznań
- 1991 – Zagłębie Lubin
- 1992 – Lech Poznań
- 1993 – Lech Poznań
- 1994 – Legia Warszawa
- 1995 – Legia Warszawa
- 1996 – Widzew Łódź
- 1997 – Widzew Łódź
- 1998 – ŁKS Łódź
- 1999 – Wisła Kraków
- 2000 – Polonia Warszawa
- 2001 – Wisła Kraków
- 2002 – Legia Warszawa
- 2003 – Wisła Kraków
- 2004 – Wisła Kraków
- 2005 – Wisła Kraków
- 2006 – Legia Warszawa
- 2007 – Zagłębie Lubin
- 2008 – Wisła Kraków
- 2009 – Wisła Kraków
- 2010 – Lech Poznań
- 2011 – Wisła Kraków
- 2012 – Śląsk Wrocław
- 2013 – Legia Warszawa
- 2014 – Legia Warszawa
- 2015 – Lech Poznań
- 2016 – Legia Warszawa
- 2017 – Legia Warszawa
- 2018 – Legia Warszawa
- 2019 – Piast Gliwice
- 2020 – Legia Warszawa
- 2021 – Legia Warszawa
- 2022 – Lech Poznań
- 2023 – Raków Częstochowa
- 2024 – Jagiellonia Białystok
- 2025 – Lech Poznań

W latach 1920–1926, 1946–1947 i 1951 rozgrywki o mistrzostwo Polski nie odbywały się w systemie ligowym.

## Przedstawiciele miast w lidze
Łącznie 57 miast i 1 miejscowość bez praw miejskich miały swoich przedstawicieli w najwyższej polskiej klasie rozgrywkowej. Pełna lista klubów grających historycznie w Ekstraklasie z podziałem na miasta:
| 7 klubów – Kraków: Cracovia, Garbarnia, Hutnik, Jutrzenka, Podgórze, Wawel, Wisła 5 klubów – Łódź: Klub Turystów, ŁKS, ŁTSG, Union-Touring, Widzew 4 kluby – dwa miasta - Lwów: Czarni, Hasmonea, Lechia, Pogoń - Warszawa: Gwardia, Legia, Polonia, Warszawianka 3 kluby – dwa miasta - Katowice: 1. FC, Dąb, GKS - Poznań: Lech, Olimpia, Warta |  | 2 kluby – siedem miast - Bydgoszcz: Polonia, Zawisza - Bytom: Polonia, Szombierki - Chorzów: AKS, Ruch - Gdynia: Arka, Bałtyk - Szczecin: Arkonia, Pogoń - Tychy: GKS, Sokół - Wałbrzych: Górnik, Zagłębie |

1 klub – 45 miast i 1 wieś
| - Bełchatów: GKS - Białystok: Jagiellonia - Bielsko-Biała: Podbeskidzie - Częstochowa: Raków - Dębica: Igloopol - Gdańsk: Lechia - Gliwice: Piast - Grodzisk Wielkopolski: Dyskobolia - Jastrzębie-Zdrój: GKS - Jaworzno: Szczakowianka - Kielce: Korona - Legnica: Miedź - Lubin: Zagłębie - Lublin: Motor - Łęczna: Górnik - Mielec: Stal - Nieciecza: Termalica Bruk-Bet - Niedobczyce/(Rybnik): Rymer - Niepołomice: Puszcza - Nowy Dwór Mazowiecki: Świt - Nowy Sącz: Sandecja - Olsztyn: Stomil - Opole: Odra - Ostrowiec Świętokrzyski: KSZO - Płock: Wisła |  | - Pniewy: Sokół - Polkowice: Górnik - Racibórz: Unia - Radlin: Górnik - Radom: Radomiak - Radomsko: RKS - Radzionków: Ruch - Rybnik: KS ROW - Rzeszów: Stal - Siedlce: Strzelec - Sosnowiec: Zagłębie - Stalowa Wola: Stal - Świętochłowice: Śląsk - Tarnobrzeg: Siarka - Tarnów: Tarnovia - Toruń: TKS - Wilno: Śmigły - Wodzisław Śląski: Odra - Wrocław: Śląsk - Wronki: Amica - Zabrze: Górnik |

## Statystyki osobowe

### Najwięcej goli w ekstraklasie
Stan na 31 grudnia 2019 r.
- Ernest Pohl (Górnik Zabrze, Legia Warszawa) – 186
- Lucjan Brychczy (Legia Warszawa) – 182
- Gerard Cieślik (Ruch Chorzów) – 167[25]
- Tomasz Frankowski (Jagiellonia Białystok, Wisła Kraków) – 167[26]
- Teodor Peterek (Ruch Chorzów) – 155 + 1[27]
- Włodzimierz Lubański (Górnik Zabrze) – 155
- Kazimierz Kmiecik (Wisła Kraków) – 153
- Paweł Brożek (Wisła Kraków, GKS Katowice) – 149
- Jan Liberda (Polonia Bytom) – 147
- Teodor Anioła (Lech Poznań) – 139[28]
- Fryderyk Scherfke (Warta Poznań) – 134

### Najwięcej występów w ekstraklasie
Stan na 4 sierpnia 2025 r.
- Łukasz Surma (Wisła Kraków, Ruch Chorzów, Legia Warszawa, Lechia Gdańsk) – 559
- Marcin Malinowski (Odra Wodzisław Śl., Ruch Chorzów) – 458
- Marek Chojnacki (ŁKS Łódź) – 452 (451 + 1 anulowany)
- Arkadiusz Głowacki (Lech Poznań, Wisła Kraków) – 435
- Łukasz Trałka (Pogoń Szczecin, ŁKS Łódź, Lechia Gdańsk, Polonia Warszawa, Lech Poznań, Warta Poznań) – 431
- Dariusz Gęsior (Ruch Chorzów, Widzew Łódź, Pogoń Szczecin, Amica Wronki, Wisła Płock, Dyskobolia Grodzisk Wlkp.) – 427
- Łukasz Madej (ŁKS Łódź, Ruch Chorzów, Lech Poznań, Górnik Łęczna, Śląsk Wrocław, GKS Bełchatów, Górnik Zabrze) – 417
- Janusz Jojko (Ruch Chorzów, GKS Katowice, KSZO Ostrowiec Świętokrzyski) – 417 (416 + 1 anulowany)
- Marek Zieńczuk (Amica Wronki, Wisła Kraków, Lechia Gdańsk, Ruch Chorzów) – 416
- Zygfryd Szołtysik (Górnik Zabrze) – 395
- Paweł Janik (Polonia Bytom, Szombierki Bytom) – 389

### Królowie strzelców ekstraklasy w poszczególnych sezonach
| - 1927 – Henryk Reyman (Wisła Kraków) 37 - 1928 – Ludwik Gintel (Cracovia) 29 - – Henryk Reyman (Wisła Kraków) 29 lub 27 - 1929 – Rochus Nastula (Czarni Lwów) 25 - 1930 – Karol Kossok (Cracovia) 24 - 1931 – Walerian Kisieliński (Wisła Kraków) 25 - 1932 – Kajetan Kryszkiewicz (Warta Poznań) 15 - – Fryderyk Scherfke (Warta Poznań) 15 - 1933 – Artur Woźniak (Wisła Kraków) 18 + 1 - 1934 – Ernest Wilimowski (Ruch Wielkie Hajduki) 33 - 1935 – Michał Matyas (Pogoń Lwów) 22 - 1936 – Teodor Peterek (Ruch Wielkie Hajduki) 18 - – Ernest Wilimowski (Ruch Wielkie Hajduki) 18 - 1937 – Antoni Lewandowski (ŁKS Łódź) 11 - – Jerzy Wostal (AKS Chorzów) 11 - – Artur Woźniak (Wisła Kraków) 11 - 1938 – Teodor Peterek (Ruch Wielkie Hajduki) 21 - – Leonard Piątek (AKS Chorzów) 21 - 1939 – Ernest Wilimowski (Ruch Wielkie Hajduki) 26 - 1948 – Józef Kohut (Wisła Kraków) 31 - 1949 – Teodor Anioła (Kolejarz Poznań) 20 - 1950 – Teodor Anioła (Kolejarz Poznań) 20 - 1951 – Teodor Anioła (Kolejarz Poznań) 20 - 1952 – Gerard Cieślik (Unia Chorzów) 11 - 1953 – Gerard Cieślik (Unia Chorzów) 24 - 1954 – Ernest Pohl (CWKS Warszawa) 13 - – Henryk Kempny (Ogniwo Bytom) 12 lub 13 - 1955 – Stanisław Hachorek (Gwardia Warszawa) 16 - 1956 – Henryk Kempny (CWKS Warszawa) 21 - 1957 – Lucjan Brychczy (Legia Warszawa) 19 - 1958 – Władysław Soporek (ŁKS Łódź) 19 - 1959 – Jan Liberda (Polonia Bytom) 21 - – Ernest Pol (Górnik Zabrze) 21 - 1960 – Marian Norkowski (Polonia Bydgoszcz) 17 - 1961 – Ernest Pol (Górnik Zabrze) 24 - 1962 – Jan Liberda (Polonia Bytom) 16 - 1963 – Marian Kielec (Pogoń Szczecin) 18 - 1964 – Lucjan Brychczy (Legia Warszawa) 18 - – Józef Gałeczka (Zagłębie Sosnowiec) 18 - – Jerzy Wilim (Szombierki Bytom) 18 - 1965 – Lucjan Brychczy (Legia Warszawa) 20 - 1966 – Włodzimierz Lubański (Górnik Zabrze) 23 - 1967 – Włodzimierz Lubański (Górnik Zabrze) 18 - 1968 – Włodzimierz Lubański (Górnik Zabrze) 24 - 1969 – Włodzimierz Lubański (Górnik Zabrze) 22 - 1970 – Andrzej Jarosik (Zagłębie Sosnowiec) 18 - 1971 – Andrzej Jarosik (Zagłębie Sosnowiec) 13 - 1972 – Ryszard Szymczak (Gwardia Warszawa) 16 - 1973 – Grzegorz Lato (Stal Mielec) 13 - 1974 – Zdzisław Kapka (Wisła Kraków) 15 - 1975 – Grzegorz Lato (Stal Mielec) 19 - 1976 – Kazimierz Kmiecik (Wisła Kraków) 20 - 1977 – Włodzimierz Mazur (Zagłębie Sosnowiec) 17 - 1978 – Kazimierz Kmiecik (Wisła Kraków) 15 - 1979 – Kazimierz Kmiecik (Wisła Kraków) 17 - 1980 – Kazimierz Kmiecik (Wisła Kraków) 24 |  | - 1981 – Krzysztof Adamczyk (Legia Warszawa) 18 - 1982 – Grzegorz Kapica (Szombierki Bytom) 15 - 1983 – Mirosław Okoński (Lech Poznań) 15 - – Mirosław Tłokiński (Widzew Łódź) 15 - 1984 – Włodzimierz Ciołek (Górnik Wałbrzych) 14 - 1985 – Leszek Iwanicki (Motor Lublin) 14 - 1986 – Andrzej Zgutczyński (Górnik Zabrze) 20 - 1987 – Marek Leśniak (Pogoń Szczecin) 24 - 1988 – Dariusz Dziekanowski (Legia Warszawa) 20 - 1989 – Krzysztof Warzycha (Ruch Chorzów) 24 - 1990 – Andrzej Juskowiak (Lech Poznań) 18 - 1991 – Tomasz Dziubiński (Wisła Kraków) 21 - 1992 – Jerzy Podbrożny (Lech Poznań) 20 - – Mirosław Waligóra (Hutnik Kraków 20 - 1993 – Jerzy Podbrożny (Lech Poznań) 25 - – Maciej Śliwowski (Legia Warszawa) 22 + 3 - 1994 – Zenon Burzawa (Miliarder Pniewy) 21 - 1995 – Bogusław Cygan (Stal Mielec) 16 - 1996 – Marek Koniarek (Widzew Łódź) 29 - 1997 – Mirosław Trzeciak (ŁKS Łódź) 18 - 1998 – Arkadiusz Bąk (Polonia Warszawa) 14 - – Sylwester Czereszewski (Legia Warszawa) 14 - – Mariusz Śrutwa (Ruch Chorzów) 14 - 1999 – Tomasz Frankowski (Wisła Kraków) 21 - 2000 – Adam Kompała (Górnik Zabrze) 19 - 2001 – Tomasz Frankowski (Wisła Kraków) 18 - 2002 – Maciej Żurawski (Wisła Kraków) 21 - 2003 – Stanko Svitlica (Legia Warszawa) 24 - 2004 – Maciej Żurawski (Wisła Kraków) 20 - 2005 – Tomasz Frankowski (Wisła Kraków) 25 - 2006 – Grzegorz Piechna (Kolporter Korona Kielce) 21 - 2007 – Piotr Reiss (Lech Poznań) 15 - 2008 – Paweł Brożek (Wisła Kraków) 23 - 2009 – Paweł Brożek (Wisła Kraków) 19 - – Takesure Chinyama (Legia Warszawa) 19 - 2010 – Robert Lewandowski (Lech Poznań) 18 - 2011 – Tomasz Frankowski (Jagiellonia Białystok) 14 - 2012 – Artjoms Rudņevs (Lech Poznań) 22 - 2013 – Róbert Demjan (Podbeskidzie Bielsko-Biała) 14 - 2014 – Marcin Robak (Piast Gliwice / Pogoń Szczecin) 22 - 2015 – Kamil Wilczek (Piast Gliwice) 20 - 2016 – Nemanja Nikolić (Legia Warszawa) 28 - 2017 – Marcin Robak (Lech Poznań) 18 - – Marco Paixão (Lechia Gdańsk) 18 - 2018 – Carlitos (Wisła Kraków) 24 - 2019 – Igor Angulo (Górnik Zabrze) 24 - 2020 – Christian Gytkjaer (Lech Poznań) 24 - 2021 – Tomáš Pekhart (Legia Warszawa) 22 - 2022 – Ivi López (Raków Częstochowa) 20 - 2023 – Marc Gual (Jagiellonia Białystok) 16 - 2024 – Erik Expósito (Śląsk Wrocław) 19 - 2025 – Efthymios Koulouris (Pogoń Szczecin) 28 |

Klasyfikacja i przypisy na podstawie książki: Wojciech Frączek, Mariusz Gudebski, Jarosław Owsiański Encyklopedia ekstraklasy, statystyczny bilans 80 sezonów, s. 1179-1183 i 1189-1194

### Bramkarze z największą liczbą minut ciągłej gry bez puszczonego gola
Stan na 7 listopada 2022
- Piotr Czaja (GKS Katowice, Ruch Chorzów) – 1003 minuty
- Władysław Grotyński (Legia Warszawa) – 761 minut
- Dušan Kuciak (Legia Warszawa) – 758 minut
- Łukasz Sapela (GKS Bełchatów) – 752 minuty
- Jacek Jarecki (Śląsk Wrocław) – 748 minut
- Vladan Kovačević (Raków Częstochowa) – 737 minut[43]
- Aleksander Dziurowicz (Wawel Kraków, Zagłębie Sosnowiec) – 724 minuty
- Eugeniusz Cebrat (Górnik Zabrze) – 702 minuty

### Strzelcy z najdłuższą serią kolejnych meczów ze zdobytym golem
Stan na 1 lipca 2017
- Teodor Peterek (Ruch Chorzów) – 16
- Henryk Herbstreit (ŁKS Łódź) – 10
- Marek Koniarek (Widzew Łódź) – 10

### Piłkarze z najdłuższą serią kolejnych występów w ekstraklasie
Stan na 1 lipca 2017
- Jerzy Jóźwiak (Polonia Bytom) – 185
- Spirydion Albański (Pogoń Lwów) – 174
- Hieronim Barczak (Lech Poznań) – 167

### Piłkarze z najdłuższym stażem występów w ekstraklasie
Stan na 1 lipca 2017
- Janusz Jojko – (04.06.1980 – 31.05.2003) – 22 lata 361 dni
- Marek Saganowski – (20.05.1995 – 15.05.2016) – 20 lat 361 dni
- Łukasz Surma – (27.07.1996 – 27.05.2017) – 20 lat 304 dni
- Tomasz Frankowski – (29.08.1992 – 02.06.2013) – 20 lat 277 dni
- Jerzy Brzęczek – (27.08.1988 – 30.05.2009) – 20 lat 276 dni
- Bogusław Wyparło – (27.07.1991 – 24.03.2012) – 20 lat 241 dni
- Piotr Świerczewski – (10.05.1989 – 11.12.2009) – 20 lat 215 dni
- Zdzisław Leszczyński – (27.08.1988 – 05.12.2008) – 20 lat 100 dni
- Piotr Lech – (25.03.1989 – 16.05.2009) – 20 lat 52 dni
- Stanisław Baran – (24.04.1938 – 14.06.1958) – 20 lat 51 dni
- Arkadiusz Głowacki – (07.05.1997 – 04.06.2017) – 20 lat 28 dni
- Jarosław Araszkiewicz – (11.05.1983 – 03.06.2003) – 20 lat 23 dni

### Najmłodszy piłkarz ekstraklasy
Stan na 15 grudnia 2024
- Igor Pieprzyca – ur. 08.10.2008, debiut 27.10.2023, wiek 15 lat 19 dni
- Janusz Sroka – ur. 27.09.1954, debiut 23.11.1969, wiek 15 lat 57 dni
- Jędrzej Hanuszczak – ur. 23.03.2008, debiut 22.05.2023, wiek 15 lat 60 dni

### Najstarszy piłkarz ekstraklasy
Stan na 1 lipca 2017
- Janusz Jojko – ur. 20.04.1960, ost. m. 31.05.2003, wiek 43 lata 41 dni
- Piotr Reiss – ur. 20.06.1972, ost. m. 02.06.2013, wiek 40 lat 347 dni
- Piotr Lech – ur. 18.06.1968, ost. m. 16.05.2009, wiek 40 lat 332 dni

### Najmłodszy kończący piłkarz ekstraklasy
Stan na 1 lipca 2017
- Karol Buzun – ur. 04.03.1996, ost. m. 03.05.2012, wiek 16 lat 60 dni
- Andrzej Woźniak – ur. 07.04.1947, ost. m. 16.06.1963, wiek 16 lat 67 dni
- Daniel Barbus – ur. 10.02.1996, ost. m. 27.04.2012, wiek 16 lat 77 dni

### Najstarszy debiutant ekstraklasy
Stan na 1 lipca 2017
- Oswald Trybuś – ur. 19.09.1912, deb. 25.06.1950, wiek 37 lat 279 dni
- Marek Grabowski – ur. 20.01.1964,	deb. 21.07.2001, wiek 37 lat 183 dni
- Alfred Nowiszewski – ur. 24.08.1911, deb. 11.04.1948, wiek 36 lat 231 dni

## Gwiazdki na koszulkach
Od sezonu 2007/2008 Regulamin Strojów Meczowych w Rozgrywkach Ekstraklasy SA zezwala na umieszczanie gwiazdki symbolizującej liczbę wywalczonych tytułów mistrzowskich. Gwiazdka ta może być umieszczona tylko na przedniej części koszulki, na wysokości klatki piersiowej nad herbem lub emblematem klubu.
Ustanowiono 3 rodzaje gwiazdek:
- biała gwiazdka – symbolizująca wywalczenie od 1 do 4 tytułów mistrza Polski
- srebrna gwiazdka – symbolizująca wywalczenie od 5 do 9 tytułów mistrza Polski
- złota gwiazdka – symbolizująca wywalczenie 10 i więcej tytułów mistrza Polski

## Trofeum
Trofeum za triumf w piłkarskiej ekstraklasie stanowi puchar, którego głównym elementem jest orzeł z uniesionymi i układającymi się w literę V skrzydłami. Waży 10,8 kg, a mierzy 71 cm. Podstawa przedstawia nieckę stadionu. Znajduje się na niej miejsce, gdzie grawerowane są nazwy drużyn sięgających po tę nagrodę w kolejnych latach. Nowe trofeum zastąpiło wersję używaną od 2006 do 2014 roku, wcześniej główną nagrodę stanowiła patera.

## Sponsorzy

### Główni
- 2004/2005 – Idea
- 2005/2006 – Orange
- 2006/2007 – Orange
- 2007/2008 – Orange
- 2011/2012 – T-Mobile
- 2012/2013 – T-Mobile
- 2013/2014 – T-Mobile
- 2014/2015 – T-Mobile
- 2016/2017 – Lotto (partner tytularny), Keno (sponsor strategiczny)
- 2017/2018 – Lotto
- 2018/2019 – Lotto (partner tytularny), PKO BP (sponsor strategiczny)
- 2019/2020 – PKO BP (partner tytularny), Stihl (sponsor strategiczny)
- 2020/2021 – PKO BP (partner tytularny), Stihl (sponsor strategiczny)
- 2021/2022 – PKO BP (partner tytularny), Stihl (sponsor strategiczny)
- 2022/2023 – PKO BP (partner tytularny), Stihl (sponsor strategiczny)

### Techniczni

#### Puma (2008–2010)
22 lipca 2008 Ekstraklasa SA i Puma Polska podpisały umowę o współpracy, na mocy której Puma została na dwa sezony sponsorem technicznym oraz oficjalnym i wyłącznym dostawcą piłek dla Ekstraklasy. Lidze została zaproponowana futbolówka v1.08 i w każdym z dwóch sezonów producent był zobowiązany do dostarczenia 2500 egzemplarzy. Każdy klub miał otrzymać 150 piłek, wśród których miało być 120 sztuk w biało-zielonych barwach Ekstraklasy i 30 pomarańczowych na śnieg. Ponadto Puma miała zapewnić sprzęt dla drużyn młodzieżowych.

#### Puma (2010–2012)
31 lipca 2010 ponownie z Pumą podpisana została umowa obejmująca kolejne dwa sezony. Nową oficjalną piłką Ekstraklasy został model PowerCat 1.10, który wcześniej przetestowali piłkarze czterech klubów z ligi. Do prób przekazano piłki szyte i klejone. Zawodnicy ostatecznie wybrali piłki klejowe, podczas gdy dotychczas spotkania Ekstraklasy rozgrywane były piłkami szytymi. W każdym z dwóch sezonów Puma musiała dostarczyć około 3000 sztuk, z których po 180 miało trafić do każdego z klubów. Piłka w wariancie podstawowym była biało-czarna z zielonymi dodatkami i logo Ekstraklasy, zaś w wersji zimowej kolor biały zastąpiono pomarańczowym. Na początku sierpnia piłka została oficjalnie zaprezentowana.

#### Puma (2012–2013)
W 2012 Puma po raz trzeci została sponsorem technicznym Ekstraklasy na najbliższe dwa sezony. 10 sierpnia zaprezentowana została nowa piłka ligi, którą został model PowerCat 1.12. Był on wykonany z 22 paneli, na powierzchni których znajdowały się niewielkie zagłębienia, podobne do tych stosowanych na piłeczkach golfowych. Przygotowane zostały wersje podstawowa i jesienno-zimowa, których kolorystyka nawiązywała bezpośrednio do identyfikacji wizualnej Ekstraklasy.

#### Adidas (2013–2015)
W połowie grudnia 2013 poinformowano o zawarciu umowy z Adidasem. Kontrakt obejmował dostawę w sezonach 2014/2015 i 2015/2016 kilku tysięcy piłek meczowych oraz działania marketingowe. Oficjalną futbolówką ligi została wówczas Brazuca – model przygotowany specjalnie na Mistrzostwa Świata 2014, składający się z 6 paneli w kształcie śmigła. W rundzie jesiennej sezonu 2015/2016 została ona zastąpiona przez model conext15 – oficjalną piłkę m.in. kobiecych Mistrzostw Świata 2015. Wykorzystywała ona te same rozwiązania technologiczne co Brazuca, zaś jej wygląd był inspirowany żywiołami – ziemią, ogniem i wodą. Runda wiosenna 2015/2016 została rozegrana natomiast modelem Errejota. Piłka ta, również bazująca na Brazuce, była używana podczas wszystkich rozgrywek mistrzowskich FIFA w 2016 oraz Igrzysk Olimpijskich 2016 w Rio de Janeiro, stąd została ozdobiona żółtymi i zielonymi elementami w kształcie fal.

#### Adidas (2015–2016)
Na początku maja 2015 podano, że podpisana została kolejna umowa z Adidasem. Objęła ona sezon 2016/2017, w którym dla rund jesiennej i zimowej przewidziano inne modele piłek. Spotkania rundy jesiennej rozegrano Errejotą, zaś 10 lutego 2017 na boiskach Ekstraklasy pojawiła się Krasava o konstrukcji opartej m.in. na Beau Jeu. Będzie ona także oficjalną piłką Pucharu Konfederacji 2017 rozgrywanego w Rosji, stąd nazwa pochodząca od rosyjskiego określenia piękna piłki nożnej oraz umieszczony na futbolówce czerwony wzór symbolizujący wydobywany w Rosji rubin.

#### Adidas (2016–)
W grudniu 2016 poinformowano, że zawarta została następna umowa z Adidasem, który będzie sponsorem technicznym Ekstraklasy do końca sezonu 2019/2020. Po sezonie 2019/2020 poinformowano o kolejnej, zawartej umowie między Ekstraklasą a Adidasem do końca sezonu 2024/2025.

## Prezesi ligi
Od 9 listopada 2017 prezesem ligi pozostaje Marcin Animucki.
| Lp. | Prezes ligi               | Kadencja            | Kadencja            |
| Lp. | Prezes ligi               | od                  | do                  |
| --- | ------------------------- | ------------------- | ------------------- |
| 1.  | Roman Górecki             | 1 marca 1927        | 8 stycznia 1928     |
| 2.  | Zygmunt Wasserab          | 8 stycznia 1928     | 19 stycznia 1929    |
| 3.  | Ignacy Izdebski           | 19 stycznia 1929    | 25 kwietnia 1930    |
| 4.  | p.o. Władysław Szymański  | 25 kwietnia 1930    | 9 maja 1930         |
| 5.  | Ignacy Izdebski           | 9 maja 1930         | 3 października 1932 |
| 6.  | p.o. Zygmunt Żołędziowski | 3 października 1932 | 15 stycznia 1933    |
| 7.  | Zygmunt Żołędziowski      | 15 stycznia 1933    | 17 stycznia 1936    |
| 8.  | Juliusz Geib              | 17 stycznia 1936    | 30 sierpnia 1936    |
| 9.  | Maurycy Jaroszyński       | 30 sierpnia 1936    | wiosna 1938         |
| 10. | Karol Stefan Rudolf       | wiosna 1938         | 17 września 1939    |
| 11. | Tadeusz Dręgiewicz        | 10 sierpnia 1946    | 18 sierpnia 1946    |
| -   | Liga zlikwidowana         | 18 sierpnia 1946    | 22 lutego 1947      |
| -   | wiceprezesi PZPN ds. Ligi | 22 lutego 1947      | 14 czerwca 2005     |
| 12. | Michał Tomczak            | 14 czerwca 2005     | 29 listopada 2005   |
| 13. | Andrzej Rusko             | 29 listopada 2005   | 14 marca 2012       |
| 14. | Bogusław Biszof           | 1 września 2012     | 30 czerwca 2015     |
| 15. | Dariusz Marzec            | 1 lipca 2015        | 9 października 2017 |
| 16. | Marcin Animucki           | 9 listopada 2017    | trwa                |

## Liga polska w mediach

### Prasa
Utworzenie na przełomie 1926 i 1927 nowoczesnej ligi pociągnęło za sobą konieczność należytego informowania społeczeństwa o wynikach rywalizacji prowadzonej w jej ramach. Co tydzień kibice musieli poznać komplet wyników danej kolejki, strzelców bramek, aktualną tabelę i szereg innych mniej lub bardziej istotnych informacji jej dotyczących.
Najpowszechniejszą wówczas formę przekazywania wiadomości stanowiły relacje prasowe. Jednym z prekursorów fachowego dokumentowania wydarzeń piłkarskich w Polsce był Stanisław Mielech – autor słynnej listy ligowych strzelców, wzoru dla kilku pokoleń rodzimych dziennikarzy. Początkowo kompletne raporty meczowe pojawiały się wyłącznie w gazetach sportowych (głównie „Przeglądzie Sportowym”). Z czasem liga zaistniała również w innych tytułach.

### Radio
Dodatkowo – niemal od samego początku istnienia LPN – jej propagowaniu pomagało raczkujące polskie radio, będące rówieśnikiem krajowej ligi. Już 22 września 1929 krakowska rozgłośnia Polskiego Radia przeprowadziła pierwszą w historii transmisję ze spotkania ligowego, gdy ze Stadionu Wisły bezpośrednio relacjonowano wielkie derby miasta (gospodarze pokonali Cracovię 5:1, a 3 gole zdobył Henryk Reyman).
Z czasem zasięg oddziaływania stacji radiowych stał się na tyle duży, że przez lata stanowiły one główne źródło informacji dla kibiców, zwłaszcza tej natychmiastowej („newsów”). Po wojnie do radiowej klasyki przeszły takie audycje, jak Kronika sportowa, czy Studio S-13. Audycje tego ostatniego od 9 września 1970 (dzień premierowego wydania) stanowią idealną okazję do doskonalenia techniki – od nagrań na płytach po przekazy satelitarne – ciesząc się do dzisiaj ogromną popularnością wśród wielu pokoleń sympatyków polskiej ekstraklasy. Idea programu polega na systematycznym łączeniu się ze wszystkimi stadionami, na których rozgrywane są mecze ligowe i zdawaniu z nich krótkich meldunków „na żywo”.

### Telewizja

#### Transmisje
Przełom w prezentowaniu ligowej rywalizacji związany jest z pojawieniem się relacji telewizyjnych. Mecze piłkarskiej ligi polskiej na antenie telewizyjnej zaczęto prezentować od końca lat 50. – początkowo były to retransmisje, z czasem rozpoczęto również relacje bezpośrednie (tzw. „na żywo”). Premierę stanowiło – rozegrane 7 kwietnia 1957 – spotkanie Gwardii Warszawa z Górnikiem Radlin (1:0, po trafieniu Zbigniewa Szarzyńskiego). Do 1990 przeprowadzane one były wyłącznie w telewizji publicznej, zaś na początku lat 90. w lokalnych stacjach warszawskich rozpoczęto prezentowanie spotkań Legii, rozgrywanych na Stadionie Wojska Polskiego.
Krokiem milowym w historii mariażu ligi z telewizją była – podjęta jesienią 1994 – decyzja o wejściu na polski rynek mediowy francuskiej grupy Canal+. Premierową transmisję z meczu rodzimej ekstraklasy przeprowadziła ona 1 kwietnia 1995 (Legia Warszawa – GKS Katowice 1:0), wyznaczając od tego momentu nową jakość w tej dziedzinie. Wcześniej bowiem prawa telewizyjne do ligi nie były unormowane, co implikowało całkowitą dowolność w jej prezentowaniu. Objawiało się to przede wszystkim brakiem jednolitego schematu transmisji i sposobu ich realizowania, a co za tym idzie – poziomu. Władze Canal+ Polska powzięły próbę regulacji w tym zakresie, przekonując do swego pomysłu ich faktycznego dysponenta, czyli PZPN. W czerwcu 1995 podpisali oni z TVP, Go&Gol i UEFA 3-letnią umowę na transmisje ze spotkań rodzimej ekstraklasy, a w lipcu 1998 zrobili następny krok – nabywając prawa do ligi na wyłączność. W marcu 1999 Canal+ odstąpił część z nich TVP (na okres do czerwca 2000), jednak w międzyczasie z umowy wyłamały się Legia Warszawa oraz Wisła Kraków, które prawa do spotkań rozgrywanych przez nie w roli gospodarza przekazały odpowiednio: Wizji TV i TVN. W czerwcu 2000 z inicjatywy Zbigniewa Bońka doszło do podpisania – między PZPN a Canal+ – umowy na wyłączne prawa do wszelkich kwestii mediowych związanych z polską Ekstraklasą i II ligą (transmisje, retransmisje, magazyn ligowy, skróty w serwisach informacyjnych). Została ona zawarta na okres 5 lat (od początku sezonu 2000/2001 do zakończenia sezonu 2004/2005), a jej wartość wynosiła 100 000 000 USD – dlatego zwykło się ją nazywać kontraktem stulecia. Po upływie terminu jej ważności – w czerwcu 2005 – kolejny przetarg został podzielony na kilka części (prawa do transmisji i retransmisji z meczów w TV, prawa do magazynów ligowych w TV, prawa do skrótów w serwisach informacyjnych, prawa do ligi dla stacji radiowych), a jego głównym zwycięzcą ponownie został Canal+, który musiał jednak „ligowym tortem” podzielić się z TVN (magazyn ligowy).
Do tej pory ligę polską relacjonowano więc na antenach kilkunastu rodzimych stacji telewizyjnych. Prawa do jej pokazywania posiadały już bowiem:
- Telewizja Polska (prezentująca ją na antenach: TVP1, TVP2, TVP3, TV Polonia i TVP Sport);
- Canal+ (prezentująca ją na antenach: Canal+, Canal+ Sport, Canal+ Sport 2, Canal+ Sport 3 Canal+ Gol, Canal+ Family i NSport+);
- Wizja TV (prezentująca w sezonie 1999/2000 na antenie Wizji Sport wszystkie mecze Legii w Warszawie);
- Grupa ITI (prezentująca w sezonie 1999/2000 na antenie TVN wszystkie mecze Wisły w Krakowie);
- Orange (prezentująca ją na antenach: Orange Sport).

Aktualnie prawa do transmisji wszystkich meczów PKO BP Ekstraklasy do roku 2027 posiada CANAL+ Polska. Od sezonu 2019/2020 do sezonu 2022/2023 jeden mecz każdej kolejki był również transmitowany przez Telewizję Polską. Transmisje spotkań Ekstraklasy dostępne są również na platformach CANAL+ online, Player. Od roku 2023, trzy wybrane przez redakcję mecze (rozpoczynający sezon, kończący rundę jesienną i wiosenną) są bezpłatnie transmitowane na żywo w serwisie YouTube na kanale Canal+ Sport.

#### Internet
Pierwszym polskim serwisem streamingowym jest Ekstraklasa TV, dla fanów polskiej Ekstraklasy, umożliwiający oglądanie meczów piłki nożnej na żywo z polskim komentarzem poza granicami Polski. Dostęp do serwisu możliwy jest w państwach, które nie wykupiły licencji do transmisji na wyłączność. Oprócz Polski, gdzie wyłączne prawa do transmisji posiada platforma Canal+, spotkania ligi można oglądać w Bośni i Hercegowinie, Chorwacji, Czarnogórze, Północnej Macedonii, Serbii, Słowenii i Kosowie, gdzie mecze PKO BP Ekstraklasy są transmitowane w telewizji Planet Sport. Serwis dostępny jest w wersji przeglądarkowej pod adresem www.ekstraklasa.tv oraz w wersji beta na urządzenia mobilne z systemem iOS. Rejestracja w serwisie jest darmowa, a po zarejestrowaniu użytkownik ma dostęp do wszystkich wybranych archiwalnych materiałów wideo. Ekstraklasa TV oferuje także trzy płatne warianty abonamentu:
- dostęp na cały sezon (do 26 maja 2020 r.) – 49,99 euro
- dostęp na miesiąc z 30-dniowym okresem próbnym – 6,99 euro
- dostęp do pojedynczego meczu – 2,99 euro

Serwis działa w języku polskim. Twórcy na bieżąco wprowadzają modyfikacje i planują udostępnienie platformy na Smart TV i Apple TV.

#### Magazyny ligowe
Pierwszym w historii cyklicznym i profesjonalnym programem, w całości poświęconym polskiej lidze był 30-minutowy Magazyn Piłkarski „Gol” – autorstwa Jacka Laskowskiego – prezentowany na antenie TVP2. Jego premierowy odcinek wyemitowano po 18 kolejce sezonu 1994/1995 (początek rundy wiosennej) – 6 marca 1995 (w pierwszych latach – we wtorki, później – w poniedziałki). Formuła programu zmieniała się kilkakrotnie (wraz z kolejnymi seriami edycyjnymi), a z przerwami nadawano go do 2002, jednak – na skutek utraty przez Telewizję Polską S.A. wszelkich praw do pokazywania ligi – z sezonu na sezon obniżała się jego jakość. Kolejnym magazynem którym był głównie poświęconym polskiej lidze w TVP2 był Tylko Futbol w sezonie 2002/2003. Wcześniej spotkania rodzimej ekstraklasy pokazywano kompleksowo w kilkunastominutowym poniedziałkowym programie Liga Polska, składającym się wyłącznie z następujących po sobie reportaży meczowych (bez studia i prowadzącego).
25 lipca 1998 – po inauguracyjnej kolejce sezonu 1998/1999 – na antenie Canal+ wystartował 90-minutowy magazyn Liga+, emitowany regularnie po każdej ligowej turze do dziś (po „kolejkach weekendowych” – w soboty, po „kolejkach w środku tygodnia” – we środy), którego uzupełnienie stanowi niedzielny magazyn Liga+ Extra (nadawany od 24 lutego 2002).
24 lipca 2005 – po inauguracyjnej kolejce sezonu 2005/2006 – Grupa ITI rozpoczęła na antenach TVN, TVN24 i TVN Turbo nadawanie magazynu ligowego (najpierw pod nazwą Magazyn Idea Ekstraklasa, a od 18 września 2005 – Magazyn Orange Ekstraklasa).
Magazyn zakończył swoją działalność wraz ze skończeniem sezonu 2007/2008
20 lipca 2008 – Po finale Superpucharu Polski między Wisłą Kraków a Legią Warszawa TVP nadało pierwszy odcinek magazynu ligowego Szybka piłka.
10 sierpnia 2008 – w trakcie trwania pierwszej kolejki ligowej sezonu 2008/2009 (trzecia według terminarza) ukazał się pierwszy odcinek magazynu ligowego „Ekstraklasa Raport” w nowo powstałej stacji sportowej Orange Sport. W trakcie rundy jesiennej program emitowany był w niedziele, podczas rundy wiosennej w poniedziałek (po kolejce), oraz w czwartek (zapowiedź najbliższej kolejki).
4 kwietnia 2016 – po 29. kolejce sezonu 2015/2016 na antenie TVP Info zainaugurował działalność Magazyn „Gol ekstra”, emitowany w poniedziałki o 23.30. Program prowadzą na zmianę Rafał Patyra i Maciej Iwański.
2018/2019:
Sobota: 22:30 Liga+
Niedziela: 19:30 Liga + Extra (Canal+ Premium, Canal+ Sport 3),
Poniedziałek: 20:00 Ekstraklasa po godzinach (Canal+ Sport, Canal+ Sport 3),

### Książki
Pionierskim dziełem w zakresie historii rozgrywek ligowych była książka Stanisława Mielecha, „Gole, faule i ofsaidy”, która ukazała się w roku 1957. Pierwszym szczegółowym opracowaniem opisującym rozgrywki ligowe w Polsce była książka „Piłka nożna w Polsce w latach 1921–1966” autorstwa Albina Radonia. Zawierało ono wszystkie wyniki, tabele, zestawienia i wykaz strzelców bramek, jednak założony charakter dzieła spowodował, że nie przyniosło ono opisu powstawania i działalności polskich klubów piłkarskich. Tę lukę wypełnił Józef Hałys, poświęcając temu zagadnieniu niemałą część kilku swoich obszernych publikacji „Polska piłka nożna” (trzy wydania, ostatnie 1986). Próbę opisu ligowej rywalizacji przyniosły dwie książki grupy autorów będących dziennikarzami katowickiego „Sportu”, „Liga gra po czterdziestce” oraz „Liga gra i po pięćdziesiątce” które ukazały się w latach 1977 i 1988. Zagadnienie to jest obecne przede wszystkim w publikacjach Andrzeja Gowarzewskiego, wydawanych od 1991 roku zarówno w ramach Encyklopedii Piłkarskiej Fuji (np. w tomie 25, Liga polska), jak i w serii Kolekcja Klubów. Próbę podsumowania 80 sezonów ligowej rywalizacji stanowi obszerne opracowanie Wojciecha Frączka, Mariusza Gudebskiego i Jarosława Owsiańskiego „Encyklopedia ekstraklasy. Bilans statystyczny 80 sezonów”, wydane w roku 2015.
Bezcenną pracę wykonał Andrzej Gowarzewski, który w książce „Mistrzostwa Polski. Ludzie 1918–1939. 100 lat prawdziwej historii (1)” zaprezentował biogramy piłkarzy i trenerów, a we wspomnianej już serii Kolekcja Klubów przedstawił składy kilku zespołów występujących w poszczególnych meczach, strzelców bramek (łącznie z minutami ich zdobycia), liczbę widzów itp. Poważnym brakiem wydaje się tutaj nieobecność przypisów z podaniem źródeł, dzięki którym można by zweryfikować przedstawione w tych książkach dane. Wobec faktu, że coraz większa liczba piłkarskich statystyków dostrzega różnice pomiędzy informacjami zaprezentowanymi w książkach Andrzeja Gowarzewskiego a danymi zawartymi w materiałach źródłowych – trudno jest ocenić, czym kierował się autor, przyjmując taką, a nie inną wersję zdarzeń. Przykładem wskazania takich znaczących rozbieżności może być publikacja Jarosława Owsiańskiego „Prawdziwe i nieprawdziwe historie piłkarzy Warty Poznań w mistrzostwach Polski 1921–1939”.
W roku 2017 ukazała się kolejna książka Andrzeja Gowarzewskiego pt. „Mistrzostwa Polski. Ludzie 1918–1939. 100 lat prawdziwej historii (2)”, która zawiera dokumentację wszystkich meczów ligowych z lat 1927–1939. Równolegle ukazały się książki Jerzego Miatkowskiego i Jarosława Owsiańskiego „1927. Ten pierwszy sezon ligowy”, "1928. Wisła po raz drugi", "1929. Zielone mistrzostwo", "1930. Liga dla Pasów", "1931. Mistrz z Ludwinowa" oraz "1932. Czarne punkty", wydane w ramach serii wydawniczej Polska Liga Piłki Nożnej, które opisują kulisy powstania PLPN oraz zawierają dokumentację każdego ligowego meczu z lat 1927-1930 wraz z przypisami i opisem rozbieżności. Składy drużyn, personalia zawodników i wiele innych informacji z poszczególnych meczów oraz podsumowań w sezonach 1927, 1928, 1929, 1930, 1931 i 1932, zawarte w obu tych seriach wydawnictw, znacząco różnią się od siebie.
W roku 2019 ukazała się książka "Galeria Legend Ekstraklasy" autorstwa Wojciecha Bajaka, opisująca sylwetki 105 piłkarzy, którzy najmocniej odcisnęli swe piętno na lidze. "Ekstraklasa S.A." była oficjalnym partnerem publikacji. W roku 2021 "Ekstraklasa S.A." objęła patronatem honorowym serię wydawniczą książek "Polska liga Piłki Nożnej" autorstwa Jerzego Miatkowskiego i Jarosława Owsiańskiego.